# Текстиль

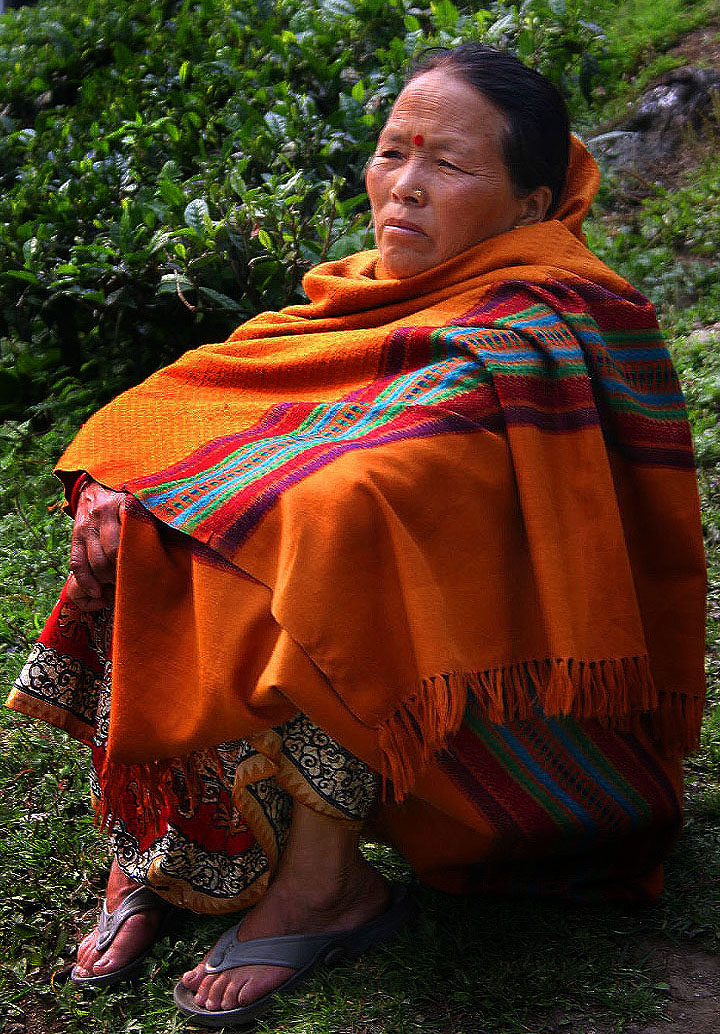
Текстиль

Тексти́ль (від лат. textere — «плести»), також текстильні матеріали — м'який матеріал, що являє собою щільну мережу природних або штучних волокон (ниток або пряжі). Пряжа виготовляється в процесі прядіння сировини з волокон вовни, льону, бавовнику або іншого матеріалу на прядильній машині, виготовляючи довгі нитки.

## Текстиль та тканини
Власне текстиль виготовлюється в процесі ткацтва, в'язання, макраме або пресування волокон (повсть, фетр). Крім терміна «текстиль» вживають термін «тканина», проте існує відмінність у їхніх значеннях. Текстиль є загальнішим терміном, тимчасом як тканина означає закінчений шматок текстилю, який можна використовувати для створення таких виробів, як одяг або постільна білизна, відомих під загальною назвою текстильних виробів.
У агровиробництві застосовують агротекстиль, а не агротканини.

## Виробництво
Сучасні текстильні матеріали, виготовлені на основі штучних і синтетичних текстильних волокон, за низкою гігієнічних показників значно поступаються натуральним. Значна частка текстильних матеріалів мають низькі гігроскопічні та електрофізичні властивості. Виготовлення та експлуатація виробів із них може спричиняти неприємні тактильні відчуття, створювати дискомфорт та негативно впливати як на життєдіяльність людини, так і на саме виробництво.
Тому, проблема гігієни синтетичних матеріалів, які використовують для виготовлення одягу, в наш час є однією з найбільш актуальних.

## Властивості
Гігроскопічність текстильних виробів залежить від виду волокон, з яких вони вироблені, від структур тканин, характеру заключної обробки, від температури і вологості навколишнього повітря, поверхневої щільності: чим більша щільність, тим гірше текстильний матеріал поглинає вологу як до, так і після обробки.
Властивості текстилю зумовлюються волокнистим складом, особливостями будови (ступінь заповнення, щільність, варіація волокон за довжиною, вид переплетення, характер поверхні, термостійкість) тканини, видом технологічної обробки, характером і якістю застосованих барвників та інших хімічних реагентів під час основної та остаточної обробки текстильних матеріалів. Комбінації цих різних властивостей по-різному відбиваються на стійкості до багаторазового прання, тертя, розтягування і згинання, а також відповідним чином позначаються на енергії зв'язку забруднюючих часток з волокнами і ступенем їх проникності в капілярну структуру матеріалів.

## Застосування
Характерною рисою предметів текстильного оздоблення було поєднання утилітарних, обрядових і декоративних функцій. Наприклад, рушники, призначені для прикрашання інтер'єру, водночас їх використовували у весільних обрядах, звичаях, пов'язаних з народженням дитини, похоронному ритуалі. Постільні приналежності й одяг, які використовували в утилітарних цілях, одночасно були елементом декору.
Можна виділити кілька основних функцій предметів текстильного оздоблення. По-перше, вони брали участь в зонуванні житлового простору (фіранки, облямівки); по-друге, їх використовували в ритуалах і обрядах; по-третє, наділялися охоронно-магічними і символічними властивостями; по-четверте, створювали в будинку затишок і комфорт, привносячи в нього естетику народної творчості; по-п'яте, при їх виготовленні передавалися трудові та естетичні навички, традиції народного мистецтва.